# Nassif Hitti
Nassif Youssef Hitti (en arabe : ناصيف يوسف حتي), né le 22 décembre 1952 à Tripoli, est un diplomate libanais, universitaire, professeur et ministre des Affaires étrangères et des Émigrés du 21 janvier 2020 à sa démission le 3 août 2020.

## Biographie

### Formation
Nassif Hitti a étudié au Collège des Frères à Tripoli et a poursuivi ses études secondaires au Collège des Frères maristes Champville, près de Beyrouth. 
Il est titulaire d'un Bachelor of Arts (1975) et d'un Master of Arts (1977) en sciences politiques de l'Université américaine de Beyrouth et obtient un doctorat en relations internationales de l'Université de Californie du Sud en 1980 . 

### Carrière
Nassif Hitti rejoint la Ligue arabe en 1981 à Tunis, qui est alors le siège de l’organisation.
De 1985 à 1990, il est affecté à Ottawa au Bureau de la Ligue des États arabes au Canada. 
Entre 1991 et 1999, il occupe le poste de conseiller diplomatique du Secrétaire général de la Ligue des États arabes, au Caire]. 
En parallèle, de 1992 à 1999, Nassif Hitti enseigne les relations internationales et les questions relatives au Proche-Orient à l'Université américaine du Caire et est également membre du comité de rédaction du magazine Arab Affairs de la Ligue arabe. 
Nassif Hitti devient ambassadeur de la Ligue arabe en France et observateur permanent auprès de l'UNESCO (2000-2013), puis porte-parole de la Ligue arabe (2013-2014) et ambassadeur de la Ligue arabe en Italie et auprès du Saint-Siège (2014-2015). 
Il est par la suite nommé directeur de l'Institut supérieur des sciences politiques et administratives de la Faculté de droit et des sciences politiques de l'Université du Saint-Esprit de Kaslik (2016-2019). 
Nassif Hitti intervient régulièrement en tant que maître de conferences à l'Académie méditerranéenne des études diplomatiques à Malte, dans diverses universités en Europe et dans le monde arabe, ainsi que dans des groupes de réflexion sur les questions internationales et enjeux du monde arabe. 
Il est nommé ministre des Affaires étrangères et des Émigrés du Liban par le Premier ministre Hassan Diab le 21 janvier 2020. Charbel Wehbé lui succède le 3 août 2020.

## Publications
Dr Hitti est l'auteur de deux livres, The Theory of International Relations et The Arab World and the Five Superpowers: Futuristic Study. Il a par ailleurs publié de nombreux articles et des recherches sur les questions arabes et internationales.